# 間部詮実
間部 詮実（まなべ あきざね、文政10年4月28日（1827年5月23日） - 文久3年11月27日（1864年1月6日））は、越前鯖江藩の第8代藩主。間部家9代。第8代藩主・間部詮勝の次男。母は松井松平康任の娘。正室は徽美（伊東祐相の娘）。官位は従五位下、安房守。

## 生涯
江戸に生まれる。幼名は岩次郎、または巌次郎。長兄が早世したため世子に選ばれた。天保11年（1840年）、将軍徳川家慶に初めて拝謁する。天保12年（1841年）12月、部屋住みの身分のまま従五位下・安房守に叙任する。文久2年（1862年）11月20日に父詮勝が安政の大獄などを行った責任を追及され、1万石削減の上で強制隠居処分となったため家督を継いだものの、詮実も連座して自宅謹慎させられた。文久3年（1863年）1月12日、謹慎を解かれ、同年3月には御殿山下の警護を命じられている。しかし同年11月27日、家督を継いでからわずか1年ほどで死去した。享年37。詮実には実子として長男の詮成と2人の女子がいたが、いずれも早世したため、家督は弟で養嗣子の詮道が継いだ。法号は修和院。墓所は東京都台東区花川戸の九品寺。
詮実は幼少の頃から学問や武芸を好み、詩歌や書画を嗜む文化人で、石巌・労謙・子篤・松斎などの雅号を名乗った。また、『待月亭漫筆』『待月亭間記』『待月亭雑志』など81冊の随筆集を著した。

## 系譜
父母
- 間部詮勝（父）
- 松平康任の娘（母）

正室
- 徽美 - 伊東祐相の娘

養子
- 間部詮道 - 実弟